# Brønshøj BK
El Brønshøj BK es un equipo de fútbol de Dinamarca que juega en la Serie de Dinamarca, la cuarta división nacional.

## Historia
Fue fundado el 15 de mayo de 1919 en la ciudad de Brønshøj, a las afueras de la capital Copenague y en sus primeros años estuvo en las ligas locales hasta que en 1944 llega por primera vez a jugar a nivel nacional luego de ganar su zona de clasificación, pero en los años 1950 se convirtió en un equipo yo-yo entre las dos categorías más bajas a nivel nacional.
A finales de los años 1950 sumaron ascensos que lo llevaron en 1961 a ganar la Primera División de Dinamarca y con ello el ascenso a la Superliga danesa por primera vez, donde estuvieron por dos temporadas hasta descender en 1964. En 1969 vuelve a la primera división nacional, permaneciendo esta vez por tres temporadas.
Los años 1970 ha sido los mejores en la historia del Brønshøj BK. No llegaba a pelear por los primeros lugares en la primera categoría, pero era bastante competitivo dentro del amateurismo del fútbol danés en aquellos años. Lograron alcanzar las semifinales de la Copa de Dinamarca tres veces, y también aportaron docenas de jugadores a la selección nacional.
El equipo regresó al problema de ser yo-yo por varias temporadas en las divisiones inferiores, antes de dos ascenso consecutivos que lo volvieron a llevar a la primera categoría en 1983.
El Brønshøj BK tuvo su mejor temporada en 1984 con su entrenador Ebbe Skovdahl, terminando en 5.º lugar de la 1. división, la mejor clasificación del club hasta el momento. El club descendío de la 1. división en 1989, y no ha regresado a la máxima categoría desde entonces.
La razón del descalabro es algo cruel, el sistema de ligas tuvo un cambio dramático luego de la profesionalización en 1978. El Brønshøj BK dijo (e hizo) firmar contratos con algunos de sus jugadores, pero nunca fueron jugadores profesionales de tiempo completo como lo es hoy. Esto significó que debían mostrar la responsabilidad económica que tenía el club para librarse de la bancarrota, evitando traspasos y fusiones, como fue el destino de varios equipos daneses con el paso de los años. Al mismo tiempo, mostraron su responsabilidad para poder competiro con los equipos más fuertes.
El equipo sube y baja entre las divisiones más bajas desde 1990, además de llegar a la segunda categoría de 2010–11 a 2014–15 gracias al entrenador Bo Henriksen. La última vez que ganaron el título de la tercera categoría (2. division-East) fue en 2009/10. El Brønshøj Boldklub se salvó de salir del sistema nacional en 2018 luego de ganar el último partido de la temporada ante el Greve Fodbold.

## Estadísticas
- 14 temporadas en la Highest Danish League
- 32 temporadas en la Second Highest Danish League
- 20 temporadas en la Third Highest Danish League
- El Brønshøj BK ha llegado a las semifinales de la Landspokalturneringen (equivalente a la copa inglesa) cuatro veces en 1955/56, 1957/58, 1960/61 y 1987/88.
- Más participaciones con el club: Brian Kaus (350). (1985–90, 1996–2004)[6]
- Más goles con el club: Kaj Petterson (314) (1938–54)[7]

## Jugadores

### Selección nacional
11 jugadores que en su momento formaban parte del Brønshøj BK jugaron para Dinamarca, la mayoría entre finales de los años 1950 e inicios de los años 1970. El último jugador del club que jugó con la selección nacional fue Kent Nielsen en 1986. En 2018 el Brønshøj BK contaba con dos jugadores representando a Gambia.
El primer jugador que jugó con la selección nacional fue Ove Andersen en 1955 y el que ha jugado más veces con la selección nacional mientras era jugador del club es Per Røntved con 21 apariciones entre 1970 y 1972. (tuvo un total de 75 apariciones en general)